# 胡麻車站
胡麻車站（日语：／ Goma eki */?）是一由西日本旅客鐵道（JR西日本）所經營的鐵路車站，位於日本京都府南丹市日吉町，是山陰本線沿線的一個無人車站，隸屬於近畿統括本部的管轄範圍。
本站是部分園部發車的普通列車之折返車站。在2011年3月11日之前，山陰本線上原本有部分特急列車會在胡麻車站停靠，但在3月12日的新版班次表修正啟用後，就取消了全部的特急列車車班。

## 車站結構
側式月台1面1線與島式月台1面2線，合計2面3線的地面車站。站舍與胡麻郵政局共用一橦建築物。面向站舍為側式月台的1號月台，島式月台的2、3號月台以跨線天橋連絡。1號月台為上行本線，2號月台為下行本線，通過列車的限制速度為60公里/小時，電氣化改善工程之時改為1號月台上下本線一線貫通（限制速度100公里/小時），特急全數於1號月台通過。以前曾有一部的特急停靠，月台有效長為7節。

### 月台配置
| 月台 | 路線     | 方向 | 目的地           | 備註              |
| ---- | -------- | ---- | ---------------- | ----------------- |
| 1    | 山陰本線 | 上行 | 園部、京都方向   | 此站始發於3號月台 |
| 1    | 山陰本線 | 下行 | 綾部、福知山方向 | 綾部、福知山方向  |
| 2、3 | 山陰本線 | 下行 | 綾部、福知山方向 | 一部分列車        |

## 使用情況
1日平均上車人次如下表。
| 年度               | 1日平均上車人次 |
| ------------------ | --------------- |
| 1999年（平成11年） | 436             |
| 2000年（平成12年） | 397             |
| 2001年（平成13年） | 405             |
| 2002年（平成14年） | 386             |
| 2003年（平成15年） | 397             |
| 2004年（平成16年） | 397             |
| 2005年（平成17年） | 392             |
| 2006年（平成18年） | 400             |
| 2007年（平成19年） | 367             |
| 2008年（平成20年） | 351             |
| 2009年（平成21年） | 348             |
| 2010年（平成22年） | 364             |
| 2011年（平成23年） | 358             |
| 2012年（平成24年） | 353             |
| 2013年（平成25年） | 342             |
| 2014年（平成26年） | 334             |
| 2015年（平成27年） | 328             |
| 2016年（平成28年） | 307             |

## 相鄰車站
西日本旅客鐵道（JR西日本）
 山陰本線
■快速、■普通
鍼灸大學前－胡麻－下山

## 外部連結
- 胡麻｜車站資訊：JR出門網 - 西日本旅客鐵道